# Devons Road (DLR)
Station Devons Road is een station van de Docklands Light Railway tussen de wijken Bromley-by-Bow en Poplar in de borough Tower Hamlets in het oosten van de Britse metropool Groot-Londen. Het station ligt aan de Stratford Branch en werd geopend in 1987.